# Yelizaveta Bryzhina
Yelyzaveta Viktorivna Bryzhina (ucraniano: Єлизавета Вікторівна Бризгіна; nacido el 28 de noviembre de 1989 en Lugansk) es una atleta de sprint de Ucrania, que se especializa en los 100 metros. 
Sus mejores tiempos personales son 11,44 segundos en los 100 m (al aire libre), alcanzado en junio de 2007 en Kiev; y 22,44 segundos en los 200 metros, alcanzados en julio de 2010 en Barcelona.